# Arenas (Málaga)
Arenas ist eine Gemeinde (municipio) mit 1.259 Einwohnern (Stand: 2024) in der Provinz Málaga in der Autonomen Region Andalusien im Süden Spaniens.

## Geographie
Auf der Straße ist die Gemeinde 12 km von Vélez-Málaga, 50 km von Málaga und 577 km von Madrid entfernt. Sie liegt nordwestlich der Axarquia, zwischen den Gebirgszügen von Tejeda und Almijara und der Burg von Bentomiz. Der Ort grenzt an Algarrobo, Canillas de Aceituno, Canillas de Albaida, Salares, Sayalonga, Sedella, Vélez-Málaga und Viñuela.

## Geschichte
Der Ort wurde in der maurischen Zeit gegründet. 1487 wurde die Eroberung der Stadt Vélez-Málaga von Arenas aus vorbereitet. Im 16. Jahrhundert revoltierte in dem Gebiet die maurische Bevölkerung. Nach ihrer Niederlage wurde die maurische Bevölkerung von Arenas fast vollständig vertrieben und zog nach Segura de León in Badajoz. Arenas wurde daraufhin mit Familien aus anderen Teilen der Halbinsel neu besiedelt, hauptsächlich aus der Provinz Jaen.

## Bevölkerungsentwicklung
| 1842  | 1900  | 1950  | 1980  | 1990  | 2000  | 2010  | 2020  |
| ----- | ----- | ----- | ----- | ----- | ----- | ----- | ----- |
| 1.390 | 1.919 | 1.950 | 1.336 | 1.265 | 1.218 | 1.339 | 1.242 |

## Sehenswürdigkeiten
- Pfarrkirche Santa Catalina